# Братково (Старицький район)
Братково (рос. Братково) — присілок в Старицькому районі Тверської області Російської Федерації.
Населення становить 154 особи. Входить до складу муніципального утворення сільське поселення станція Стариця.

## Історія
Від 2005 року входить до складу муніципального утворення сільське поселення станція Стариця. Раніше населений пункт належав до Максимовського сільського округу.

## Населення
| 1859 | 1886 | 2002 | 2010 |
| ---- | ---- | ---- | ---- |
| 102  | ↗155 | ↗184 | ↘154 |